# The Call (альбом Чарльза Ллойда)
The Call — студийный альбом американского джазового саксофониста Чарльза Ллойда, записанный в июле 1993 года и выпущенный на ECM Records 8 ноября 1993 года. В состав квартета вошла ритм-секция Бобо Стенсон (фортепиано), Андерс Йормин (контрабас) и Билли Харт (барабаны).

## История
В состав музыкантов The Call входит тот же состав, что и в Notes from Big Sur (пианист Бобо Стенсон и басист Андерс Йормин), за исключением барабанщика Билли Харта, который заменил Ральфа Петерсона. Ллойд называл эту группу своим «Оркестром любви с полным набором услуг».

## Отзывы
| Оценки критиков                      | Оценки критиков |
| Источник                             | Оценка          |
| ------------------------------------ | --------------- |
| AllMusic                             | [ 2 ]           |
| The Penguin Guide to Jazz Recordings | [ 3 ]           |
| Том Халл                             | B+ ()           |

Альбом The Call получил положительные отзывы критиков.
В рецензии на AllMusic Дэвид Р. Адлер поставил ему 3 звезды, отметив: «Хотя на пластинке много захватывающей музыкальности, композитору Ллойду, похоже, не хватает свежих идей и характерных мелодий». И далее добавил, что «В общем, The Call слишком похож на два его предыдущих альбома на ECM. (Он также длиннее на 16 минут, что не помогает.) Однако есть пара неожиданных поворотов — например, стремительный, неожиданный вход Ллойда в конце „Song“ и быстрый, но вечно тревожный темп короткой „Imke“. Заключительный дуэт Ллойда и Харта, „Brother on the Rooftop“, частично основан на второй части „Патетической сонаты“ Бетховена, хотя на упаковке компакт-диска это никак не обозначено».

## Список композиций
Автор всех композиций Чарльз Ллойд.
1. «Nocturne» — 5:23
2. «Song» — 12:44
3. «Dwija» — 6:46
4. «Glimpse» — 8:33
5. «Imke» — 3:55
6. «Amarma» — 7:18
7. «Figure in Blue, Memories of Duke» — 9:25
8. «The Blessing» — 10:54
9. «Brother on the Rooftop» — 11:58

## Персоналии
- Чарльз Ллойд — тенор-саксофон
- Бобо Стенсон (фортепиано)
- Андерс Йормин (контрабас)
- Билли Харт (барабаны)